# Mauerraute
Die Mauerraute oder der Mauer-Streifenfarn (Asplenium ruta-muraria) ist eine Pflanzenart aus der Gattung der Streifenfarne (Asplenium) innerhalb der Familie der Streifenfarngewächse (Aspleniaceae).

## Beschreibung

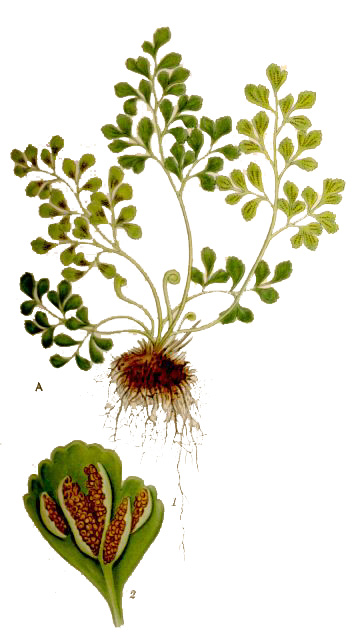
Illustration

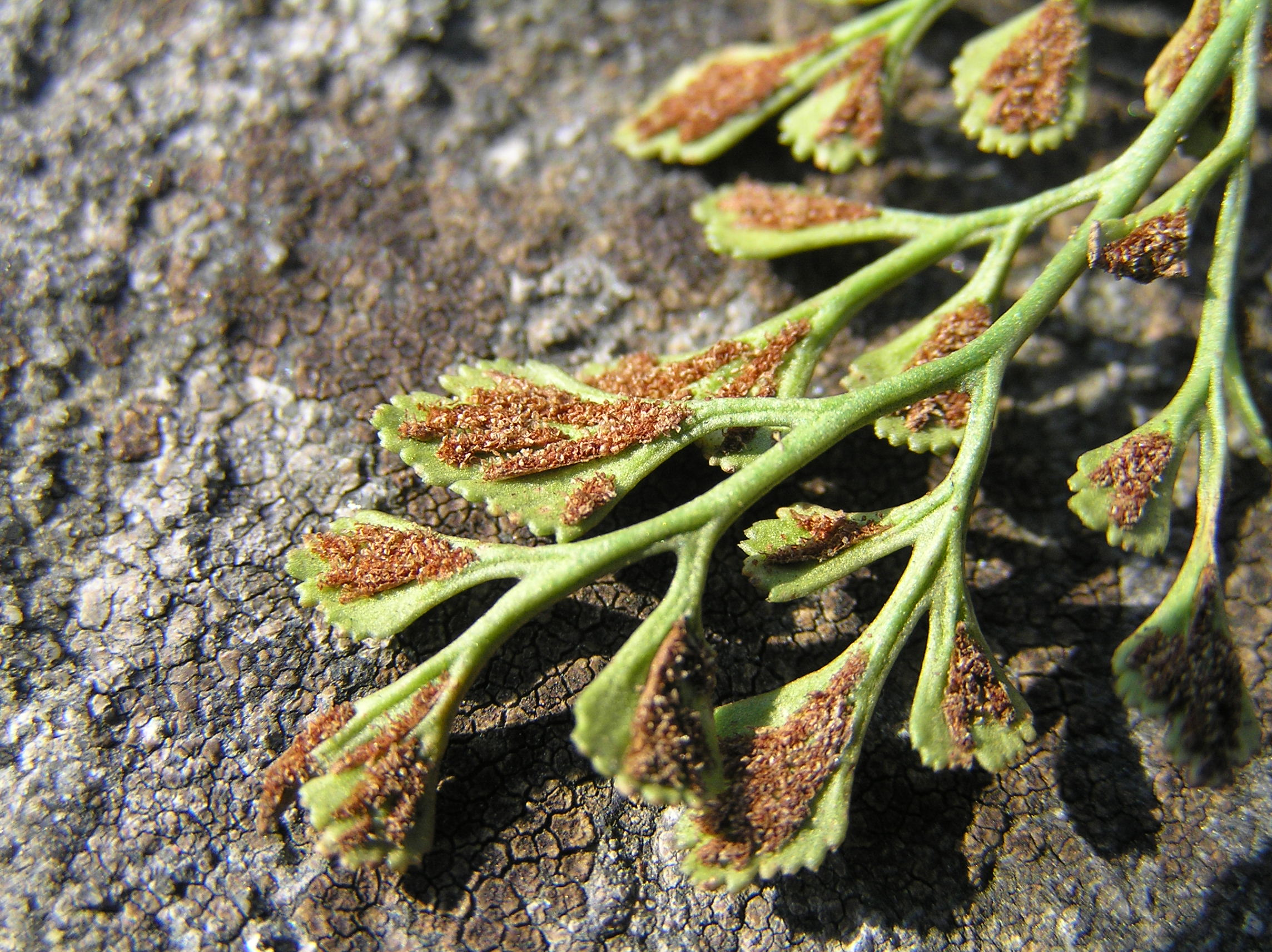
Unterseite eines fertilen Wedels

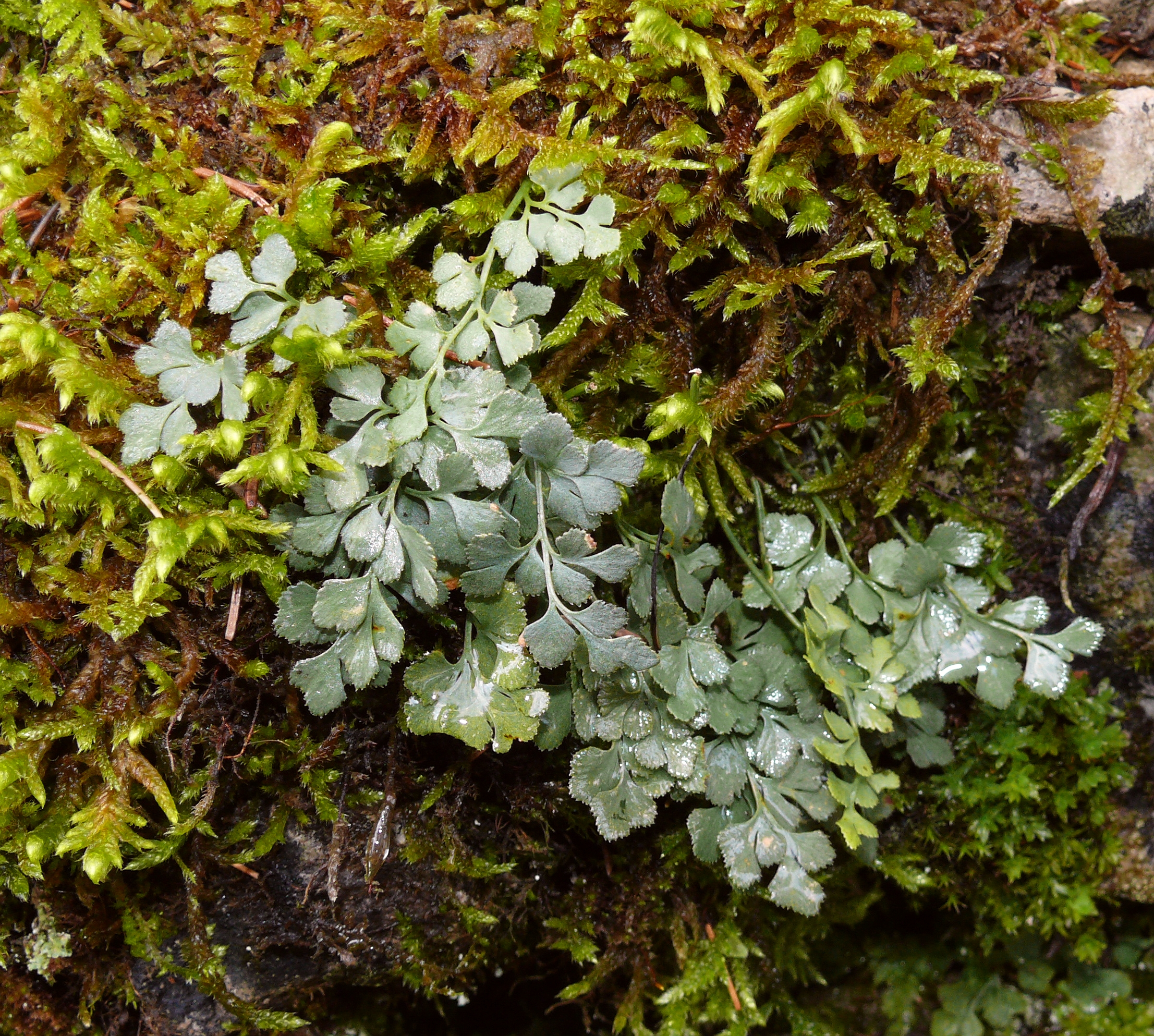
Habitus und Blattwedel

Bei der Mauerraute handelt sich um eine kleine, immergrüne, ausdauernde krautige Pflanze. Das kriechende Rhizom ist mit schwarz-braunen, linealisch-lanzettlichen, borstenförmig zugespitzten Spreuschuppen besetzt. Die Blätter sind in Stiel sowie Spreite gegliedert und 3 bis 10, selten bis zu 25 Zentimeter lang. Der meist drüsig behaarte Blattstiel ist so lang wie oder länger als die Spreite und nur am Grund schwarz- oder dunkel-braun und sonst grün. Die zwei- bis dreifach gefiederte Spreite ist im Umriss unregelmäßig dreieckig bis oval. Die Blattspreite besitzt auf jeder Seite vier oder fünf gestielte, einfach bis doppelt gefiederte Fiedern. Die namensgebenden Fiederchen sind bei einer Länge von 2 bis 3 Millimetern rautenförmig, am Grund keilig verschmälert und vorne gekerbt bis eingeschnitten. Auf der Unterseite des Fiederchens befinden sich spitzwinklig bis fast parallel zur Mittelrippe ein bis drei linealische Sori. Sind die Sori reif, so bedecken sie die ganze Unterseite der Fiederchen, diese ist dann braun.
Sporenreife erfolgt von Juli bis Oktober.
Die Chromosomenzahl beträgt 2n = 72 oder 144. Die autotetraploide Unterart Asplenium ruta-muraria subsp. ruta-muraria ist entstanden durch Chromosomenverdoppelung aus der Unterart Asplenium ruta-muraria subsp. dolomiticum.

## Ökologie
Die Mauerraute ist eine immergrüne Rosettenpflanze, die auch einige Zeit Trockenheit aushalten kann. Als Trockenheitsanpassungen gelten die Drüsen am Blattstiel und das verdickte Rhizom.
Wie bei anderen Farnen wird die Befruchtung durch einen Wassertropfen auf der Unterseite des Prothalliums  vermittelt. Die Spermatozoiden werden dabei von den Eizellen chemisch angelockt. Die Vorkeime sind etwa linsengroß und wachsen in feuchten Nischen. Im Anschluss an die Befruchtung entwickeln sich die Sporophyten. Diese dienen sowohl der Photosynthese als auch der Vermehrung. Die Sporenbildung erfolgt bei dieser Art fast ganzjährig. Die Sporangien sind in langen Streifen auf der Unterseite der Wedel, entlang der Leitbündel angeordnet, und sie werden von einem durchscheinenden Indusium bedeckt. Die Sporangien sind Selbstausstreuer mit Kohäsionsmechanismus. Die Sporen werden durch den Wind als Körnchenflieger ausgebreitet.

## Bedeutung als Futterpflanze (Auswahl)
Die Raupen folgender Schmetterlingsart sind von der Mauerraute als Nahrungsquelle abhängig:
- Hellgebänderter Steinspanner (Gnophos pullata)

## Vorkommen

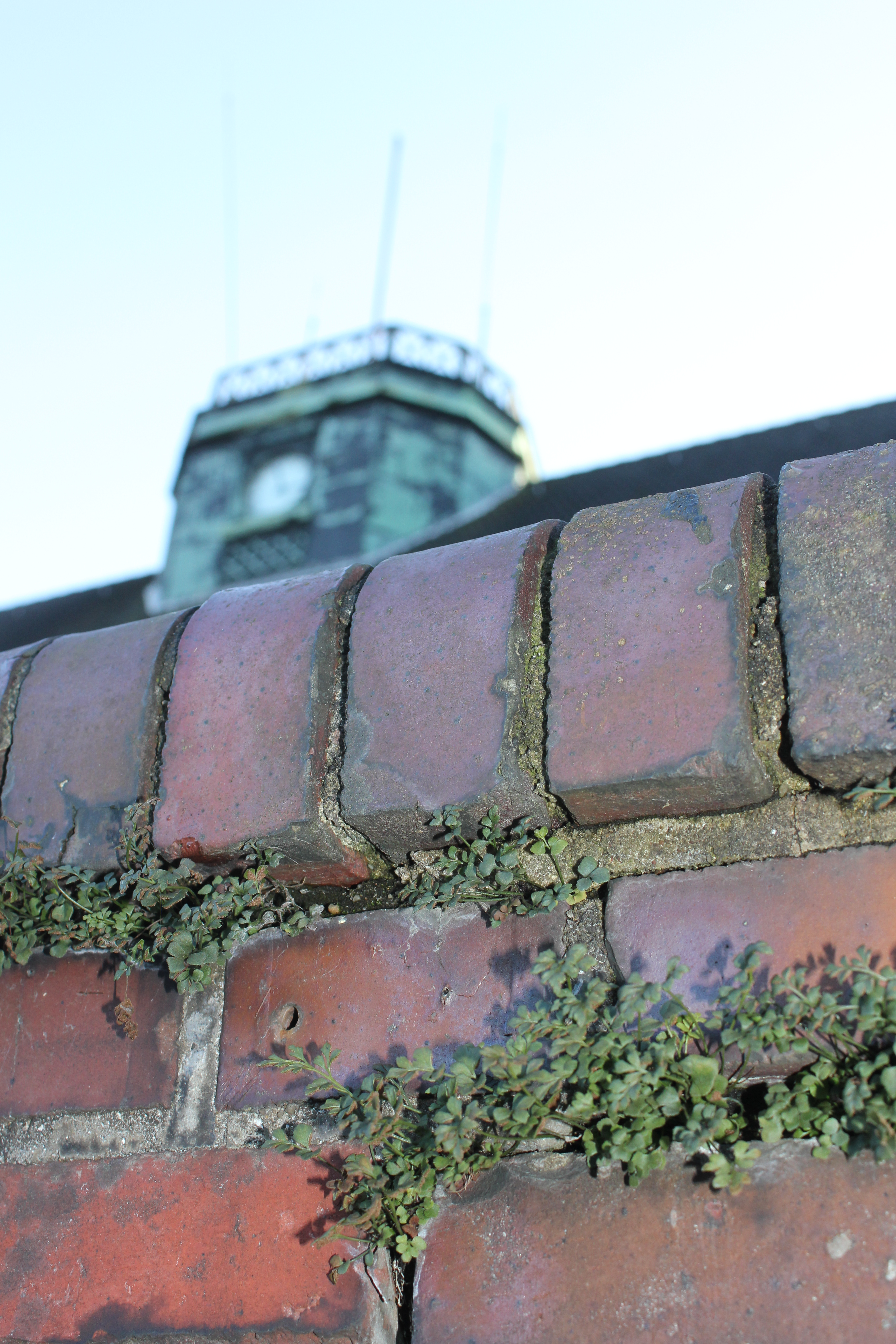
Geschützte Mauerraute an Mauer der Bahnhofstreppe des Bahnhofs Flensburg (Foto 2014)

Die Mauerraute ist in allen gemäßigten Gebieten der Nordhemisphäre verbreitet.
Ursprünglich wuchs sie in Felsritzen in den Gebirgen und Mittelgebirgen. Dabei toleriert sie sowohl kalkhaltige wie saure Gesteine. Allerdings zieht sie kalkhaltige und nährstoffreiche Standorte vor. In Europa kommt sie in fast allen Ländern vor und fehlt nur in Island und Belarus. In Österreich ist die Mauerraute kollin bis subalpin verbreitet und sehr häufig in allen Bundesländern.
Sie wächst als Kulturfolger häufig in den Ritzen und Mörtelfugen alter Mauern.
Wegen dieser Standortvorlieben findet man die Mauerraute auch sehr häufig in Mauerfugen, und zwar bis in die Innenstädte. Während sie an ihren natürlichen Standorten nur als Begleiter anderer Felsspaltenpflanzen vorkommt, ist sie außerhalb der Mittelgebirge die Charakterart einer eigenen Pflanzengesellschaft (Asplenietum trichomano-rutae-murariae; Mauerrautenflur). In den Allgäuer Alpen steigt sie zwischen Schüsser und Oberstdorfer Hammerspitze in Bayern bis in eine Höhenlage von 2160 Meter auf. In der Allalingruppe im Kanton Wallis steigt sie bis 3050 Meter auf.
In Schleswig-Holstein kommt die Mauerraute jedoch nur sehr selten vor, beispielsweise am Bahnhof Flensburg. Sie steht dort auf der Roten Liste.
Die ökologischen Zeigerwerte nach Landolt et al. 2010 sind in der Schweiz: Feuchtezahl F = 2 (mäßig trocken), Lichtzahl L = 4 (hell), Reaktionszahl R = 5 (basisch), Temperaturzahl T = 2+ (unter-subalpin und ober-montan), Nährstoffzahl N = 2 (nährstoffarm), Kontinentalitätszahl K = 4 (subkontinental).

## Systematik
Die Erstveröffentlichung von Asplenium ruta-muraria erfolgte 1753 durch Carl von Linné in Species Plantarum, Tomus II, Seite 1081.
Je nach Autor gibt es einige Unterarten und/oder Varietäten:
- Asplenium ruta-muraria L. subsp. ruta-muraria: Die Chromosomenzahl beträgt 2n = 144.[2] Es gibt wenige Varietäten:[10]
  - Asplenium ruta-muraria var. cryptolepis (Fernald) Wherry: Sie kommt in Kanada und in den Vereinigten Staaten vor.[10]
  - Asplenium ruta-muraria var. eberlei (D.E.Mey.) Rasbach, K.Rasbach, Reichst. & Viane (Syn.: Asplenium eberlei D.E.Mey.): 1984 wurde berichtet, dass sie nur an einer einzigen Stelle in den Dolomiten in Italien beobachtet wurde.[1] Die Chromosomenzahl ist 2n = 144.[1]
  - Asplenium ruta-muraria var. lanceolum Christ: Sie kommt in den Vereinigten Staaten vor.[10]
  - Asplenium ruta-muraria var. schriesheimense Röhner & Bujnoch: Dieser Endemit kommt nur in Südwestdeutschland vor.[10]
- Dolomiten-Mauer-Streifenfarn (Asplenium ruta-muraria subsp. dolomiticum Lovis & Reichst.; Syn.: Asplenium dolomiticum (Lovis & Reichst.) Á.Löve & D.Löve): Er kommt in Frankreich, Italien, Österreich, Slowenien, Albanien und Bulgarien vor.[9] Seine Fiederchen besitzen einen Knorpelrand.[11] Er kommt in Österreich nur in Kärnten und in Osttirol vor.[11] Nach der Flora of China kommt diese Unterart auch in Südwestasien, in Afghanistan, in der Mongolei, im östlichen Sibirien und in China vor.[12] Die Chromosomenzahl beträgt 2n = 72.[2] Nach Euro+Med ist hierher auch die Varietät Asplenium ruta-muraria var. eberlei (D.E.Mey.) Rasbach, K.Rasbach, Reichst. & Viane (Syn.: Asplenium eberlei D.E.Mey.) zu stellen.[9]
- Asplenium ruta-muraria nothosubsp. baldense (Sleep, Vida & Reichst.) Muñoz Garm. = Asplenium ruta-muraria subsp. ruta-muraria × Asplenium ruta-muraria subsp. dolomiticum Lovis & Reichst. (Syn.: Asplenium deqenense Ching, Asplenium dolomiticum (Lovis & Reichst.) Á.Löve & D.Löve, Asplenium suborbiculare Ching): Es gibt Fundortangaben für den Iran; das nordöstliche Afghanistan, das nördliche Pakistan, die chinesischen Provinzen Hebei, Sichuan sowie Yunnan, (vielleicht Tibet sowie die Mongolei), Frankreich, Slowenien, Bulgarien, in Georgien nur im Kaukasus, in der Türkei nur in Anatolien und Italien[10] am Monte Baldo. 1984 wurde sie noch in den Bayerischen Alpen bei Reit im Winkl und in Osttirol bei Mittewald an der Drau beobachtet.[1]

## Trivialnamen
In alten Texten wurde diese Art lateinisch auch als Adiantum album („Weißer Frauenhaarfarn“) und Ruta muraria bezeichnet.
In Niederösterreich wird diese Art im Volksmund als „Stoanneidkraut“ bezeichnet. Es sollte durch seine magischen Kräfte gegen das „Verneiden“ (Verhexen) helfen und wurde an das Vieh verfüttert.
Dem Deutschen Wörterbuch von Jacob und Wilhelm Grimm zufolge heißt die Mauerraute auch „Eselsfarn“.
Im deutschsprachigen Raum werden oder wurden für diese, im Mittelalter lateinisch auch als capillus veneris bezeichnete Pflanzenart, zum Teil nur regional, auch die folgenden weiteren Trivialnamen verwandt: Capelleken, Capelliche, Chappachläre (Appenzell), Chappilläre (Appenzell), Erdbrauen, Erdhar, Eselfarlin, Weiss Frauenhaar, Frauenlockkraut, Harngras (Tirol bei Lienz), Harterleib, Juncvrowenhaar, Jungfrauenhaar, Mauerrauten, Meichelkraut, Murrutten, Steenruet, Steinrute, Stenvarn (mittelniederdeutsch), Venushaar, Wedertam (althochdeutsch), Weinkräutl (Pongau, Pinzgau), Widderdan, Widertate (mittelhochdeutsch), Widertat (mittelhochdeutsch) und Widertot (mittelhochdeutsch).